# Cathédrale Notre-Dame-de-la-Trinité d'Atakpamé
La cathédrale Notre-Dame-de-la-Trinité est une cathédrale catholique située à Atakpamé, au Togo. Elle est le siège du diocèse d'Atakpamé.